# 2687 Tortali
2687 Tortali (1982 HG) là một tiểu hành tinh vành đai chính được phát hiện ngày 18 tháng 4 năm 1982 bởi M. Watt ở Flagstaff (AM).